# Narrative of an Expedition into Central Australia
Narrative of an Expedition into Central Australia (abreviado Exped. Centr. Australia) es un libro con ilustraciones y descripciones botánicas que fue escrito por el médico, biólogo y botánico escocés Robert Brown y publicado en el año 1849 con el nombre de Botanical Appendix to Captain Sturt's Expedition into Central Australia.